# Thea Gerard
Thea Gerard (1938-1987) was een Haagse kunstenares van Indonesische afkomst. Ze was getrouwd met de eveneens Haagse kunstenaar Piet van den Heuvel die vooral werkte onder de naam Napaku.
Zij behoorde tot de richting van de naïeve kunst; haar onderwerpen waren veelal afbeeldingen van jeugdherinneringen, familie, vrienden en situaties uit haar omgeving.
Ook hield zich zij bezig met houten poppen en beeldende kunst zoals keramieken.
Zij heeft vele tentoonstellingen gehouden, zowel in binnen- als buitenland.